# (92097) Aidai
(92097) Aidai est un astéroïde de la ceinture principale.

## Description
(92097) Aidai est un astéroïde de la ceinture principale. Il fut découvert le 3 décembre 1999 à Kuma Kogen par Akimasa Nakamura. Il présente une orbite caractérisée par un demi-grand axe de 3,25 UA, une excentricité de 0,10 et une inclinaison de 1,1° par rapport à l'écliptique.

## Compléments